# Eystein Weltzien
Eystein Weltzien, född den 14 december 1949, är en norsk orienterare som blev världsmästare i stafett 1978, han har även tagit två VM-brons.
Hans barn Audun Weltzien och Ingunn Hultgreen Weltzien har båda orienterat på internationell nivå och tagit VM-medaljer.